# Флора (Мисисипи)
Флора (енгл. Flora) град је у америчкој савезној држави Мисисипи.

## Демографија
По попису из 2010. године број становника је 1.886, што је 340 (22,0%) становника више него 2000. године.
| Група             | 2000.       | 2010.       |
| Белци             | 879 (56,9%) | 847 (44,9%) |
| Афроамериканци    | 650 (42,0%) | 966 (51,2%) |
| Азијати           | 0 (0,0%)    | 2 (0,1%)    |
| Хиспаноамериканци | 5 (0,3%)    | 67 (3,6%)   |
| Укупно            | 1.546       | 1.886       |